# Lista de parques eólicos onshore

Capacidade instalada mundial (1996–2015)

Esta é uma lista dos maiores parques eólicos onshore atualmente em operação, classificados por capacidade de geração. Também listados estão os parques eólicos onshore com destaque além do tamanho e os maiores projetos propostos.

## Maiores parques eólicos onshore operacionais

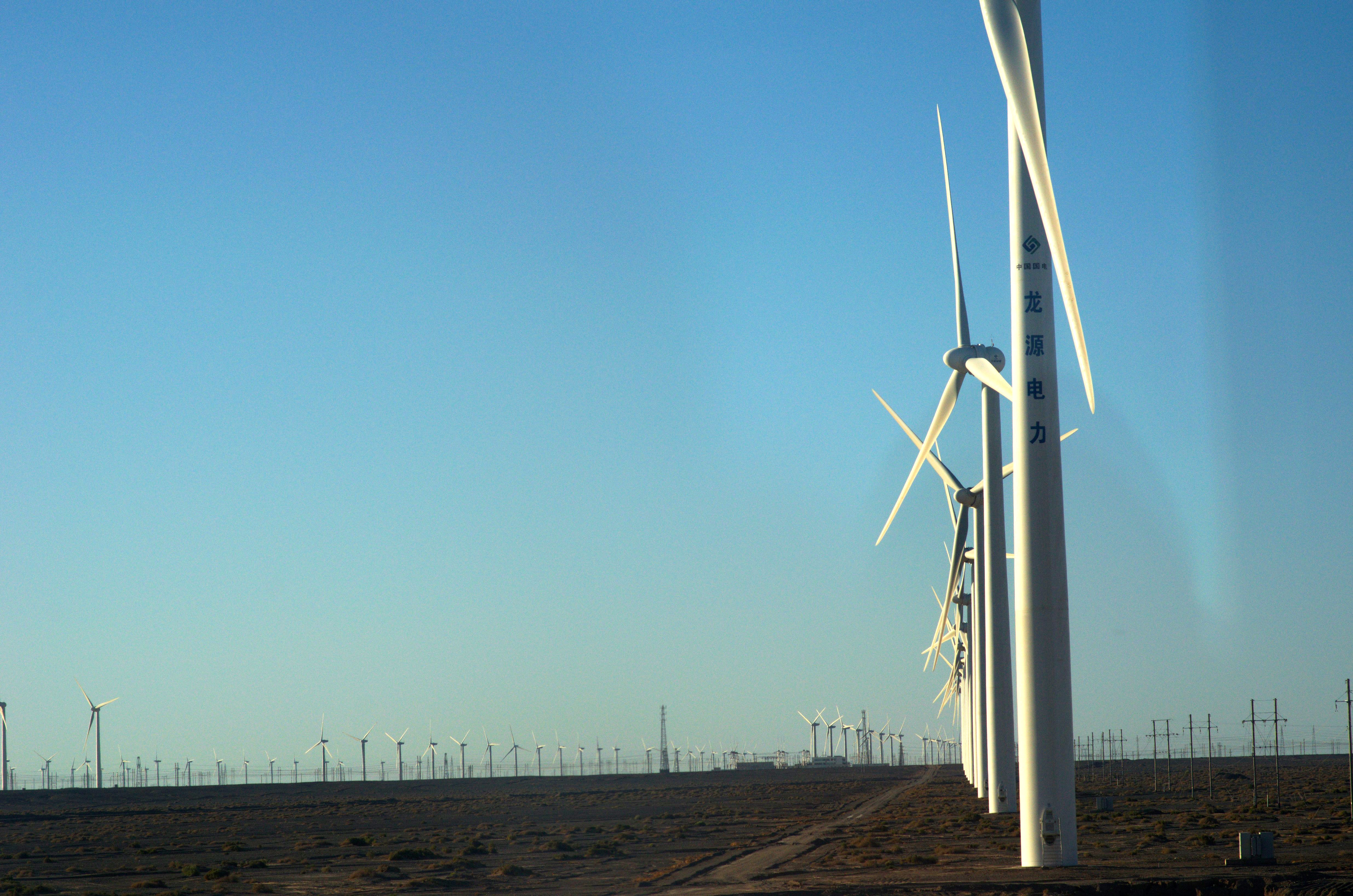
O parque eólico de Gansu, na China, é o maior parque eólico do mundo, com uma capacidade prevista de 20.000 MW até 2020.

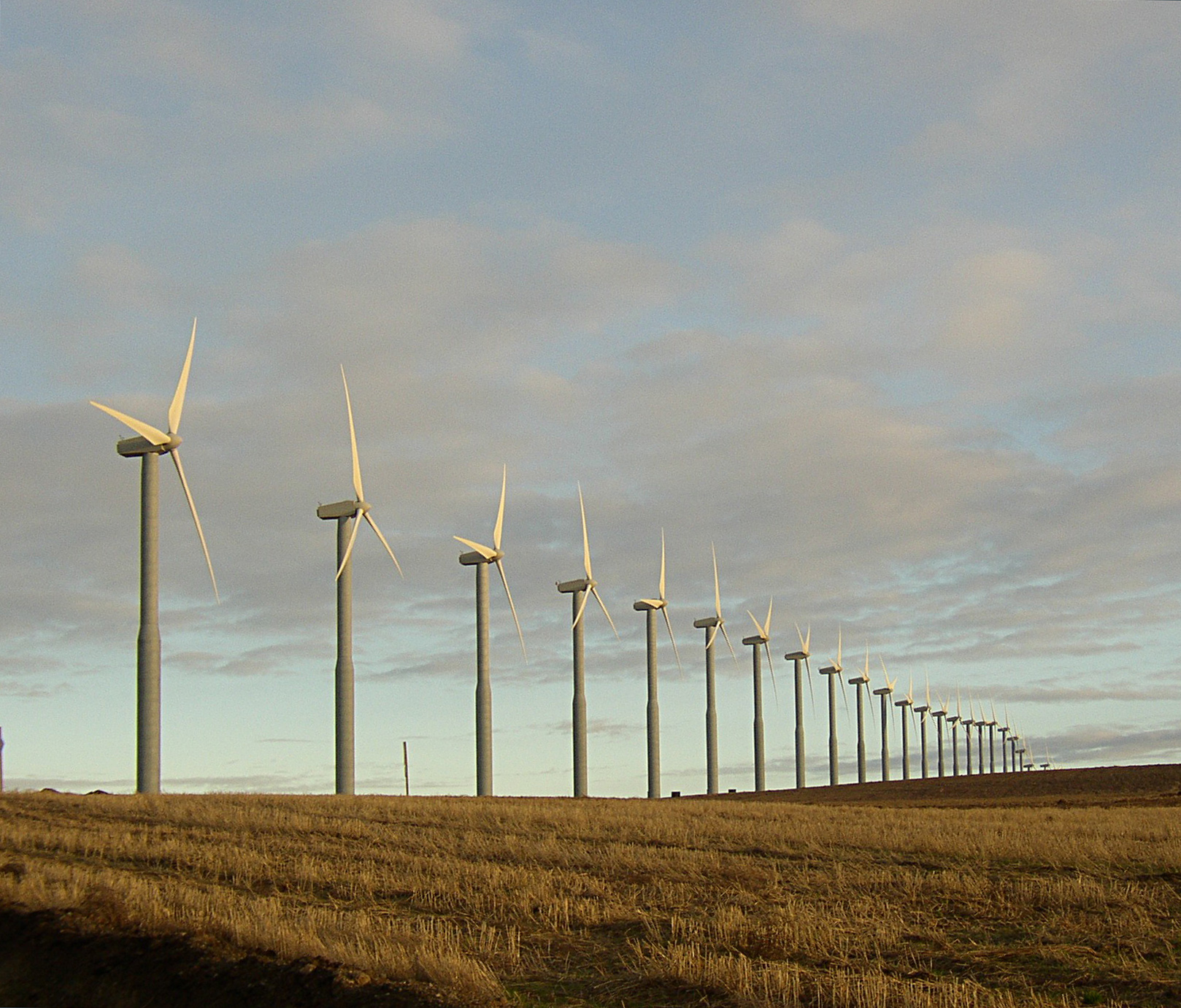
Turbinas Stateline Wind Farm perto do rio Walla Walla

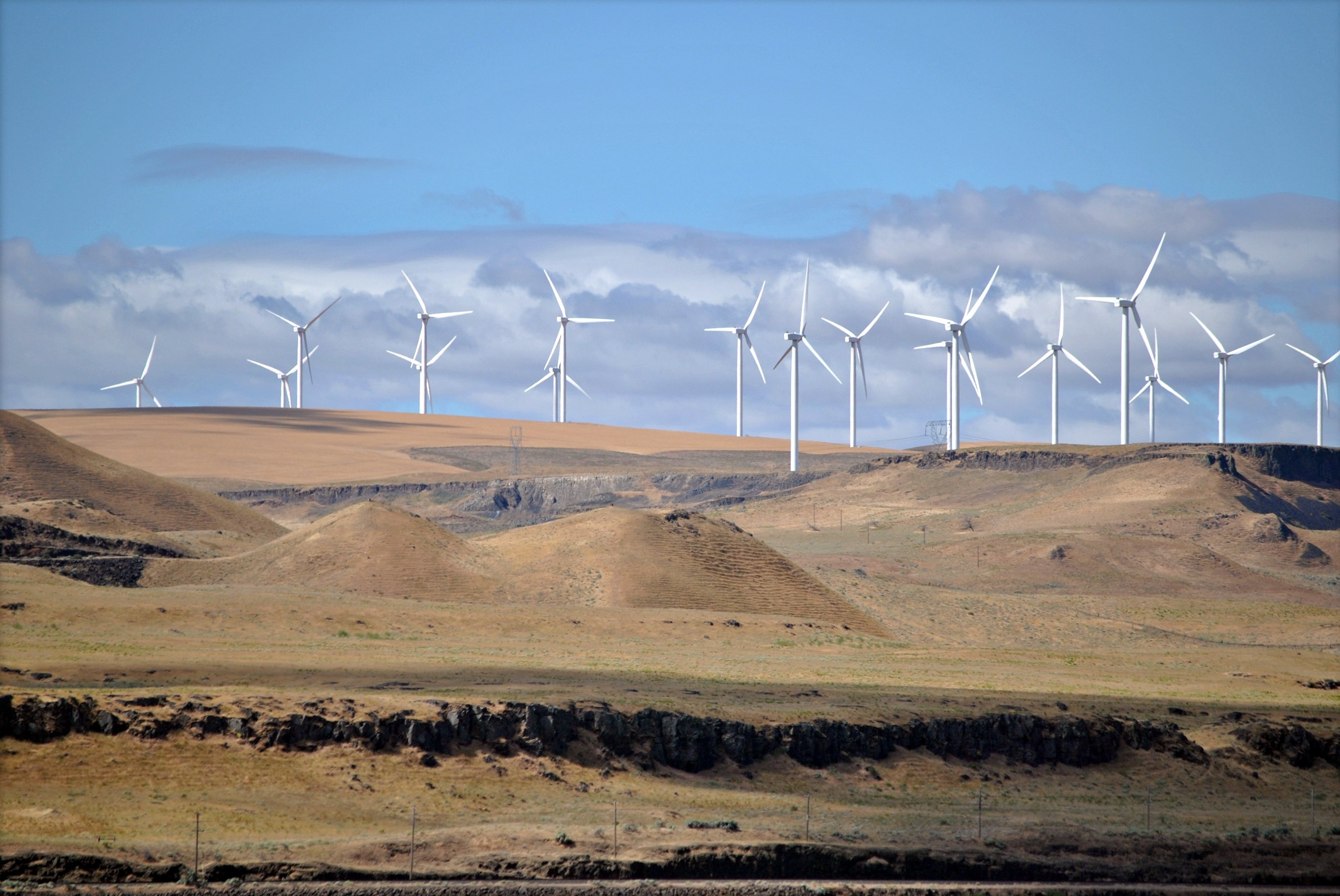
O Parque Eólico Shepherds Flat é um parque eólico de 845 megawatts (MW) no estado americano de Oregon.

Esta é uma lista dos parques eólicos terrestres com mais de 250 MW de capacidade nominal atual. Muitos desses parques eólicos foram construídos em etapas, e a construção de uma etapa posterior pode continuar em alguns desses locais.
| Parque                                        | País           | Estado                      | Capacidade atual (MW) | Notas/Refs     |
| --------------------------------------------- | -------------- | --------------------------- | --------------------- | -------------- |
| Parque eólico Altamont Pass                   | Estados Unidos | Califórnia                  | 576                   | vários parques |
| Centro de Energia Eólica Alta                 | Estados Unidos | Califórnia                  | 1.548                 | [ 3 ]          |
| Bayannur Wulanyiligeng Wind Farm              | China          | Inner Mongolia              | 300                   | [ 4 ]          |
| Parque eólico Bethel                          | Estados Unidos | Texas                       | 276                   | [ 5 ] [ 6 ]    |
| Parque eólico Biglow Canyon                   | Estados Unidos | Oregon                      | 450                   | [ 7 ]          |
| Parque eólico Blue Canyon                     | Estados Unidos | Oklahoma                    | 423,4                 | [ 8 ]          |
| Parque eólico Bronco Plains                   | Estados Unidos | Colorado                    | 299                   | [ 9 ] [ 10 ]   |
| Parque eólico Buffalo Gap                     | Estados Unidos | Texas                       | 523,3                 | [ 2 ] [ 11 ]   |
| Parque eólico Capricorn Ridge                 | Estados Unidos | Texas                       | 662,5                 | [ 2 ] [ 11 ]   |
| Parque eólico Cedar Creek                     | Estados Unidos | Colorado                    | 551                   | [ 12 ]         |
| Parque eólico Cedar Point                     | Estados Unidos | Colorado                    | 252                   | [ 13 ]         |
| Parque eólico Cheyenne Ridge                  | Estados Unidos | Colorado                    | 500                   | [ 14 ] [ 15 ]  |
| Parque eólico Cimarron Bend                   | Estados Unidos | Kansas                      | 400                   | [ 16 ]         |
| Parque eólico Clyde                           | Reino Unido    | South Lanarkshire, Escócia  | 522                   |                |
| Parque eólico Crystal Lake                    | Estados Unidos | Iowa                        | 416                   | [ 17 ]         |
| Parque eólico Dabancheng                      | China          | Xinjiang                    | 500                   | [ 18 ]         |
| Parque eólico Daqing Heping Aobao             | China          | Daqing                      | 288                   | [ 19 ]         |
| Parque eólico Dumat al-Jandal                 | Arábia Saudita | Al Jouf                     | 400                   | [ 20 ]         |
| Parque eólico Eurus                           | México         | Oaxaca                      | 250,5                 | [ 21 ]         |
| Parque eólico Fântânele-Cogealac              | România        | Constanța                   | 600                   | [ 22 ]         |
| Parque eólico Flat Ridge                      | Estados Unidos | Kansas                      | 570,4                 | [ 23 ]         |
| Parque eólico Fosen Vind                      | Noruega        | Trøndelag                   | 1057                  | Seis parques   |
| Parque eólico Fowler Ridge                    | Estados Unidos | Indiana                     | 599,8                 | [ 26 ]         |
| Parque eólico Frontier 1 & 2                  | Estados Unidos | Oklahoma                    | 550                   | vários parques |
| Parque eólico Fubei                           | China          | Liaoning                    | 450                   | [ 28 ]         |
| Parque eólico de Gansu                        | China          | Gansu                       | 7.965                 | vários parques |
| Parque eólico Big Prairie                     | Estados Unidos | Nebraska                    | 400                   | [ 31 ]         |
| Parque eólico Gulf                            | Estados Unidos | Texas                       | 283,2                 | [ 11 ]         |
| Parque eólico Hallett                         | Austrália      | Sul da Austrália            | 351                   | [ 32 ]         |
| Parque eólico Highland Wind Energy Center     | Estados Unidos | Iowa                        | 501,4                 | [ 33 ]         |
| Parque eólico Hopkins Ridge                   | Estados Unidos | Washington                  | 385                   | [ 34 ] [ 35 ]  |
| Parque eólico Hornsdale                       | Austrália      | Sul da Austrália            | 315                   | [ 36 ]         |
| Parque eólico Horse Hollow Wind Energy Center | Estados Unidos | Texas                       | 735.5                 | [ 2 ] [ 11 ]   |
| Parque eólico Jaisalmer                       | Índia          | Rajasthan                   | 1,064                 | vários parques |
| Parque eólico King Mountain                   | Estados Unidos | Texas                       | 281,2                 | [ 11 ]         |
| Parque eólico Klondike                        | Estados Unidos | Oregon                      | 399                   | [ 7 ]          |
| Lagoa dos Ventos                              | Brasil         | Piauí                       | 716                   | [ 39 ]         |
| Parque eólico Lake Bonney                     | Austrália      | Sul da Austrália            | 279                   | [ 40 ]         |
| Parque eólico Liaoning Fuxin                  | China          | Liaoning                    | 300                   | [ 41 ]         |
| Parque eólico Limon Wind Energy Center        | Estados Unidos | Colorado                    | 601                   | [ 42 ]         |
| Parque eólico Lone Star                       | Estados Unidos | Texas                       | 400                   | [ 11 ]         |
| Parque eólico Longyuan Huitengliang           | China          | Mongólia interior           | 300                   | [ 43 ]         |
| Parque eólico Los Vientos                     | Estados Unidos | Texas                       | 912                   | [ 44 ]         |
| Parque eólico Lower Snake                     | Estados Unidos | Washington                  | 343                   | [ 45 ]         |
| Parque eólico Macarthur                       | Austrália      | Vitória                     | 420                   | [ 46 ]         |
| Parque eólico Markbygden                      | Suécia         | Norrbotten                  | 1119,5                | [ 47 ]         |
| Parque eólico Maple Ridge                     | Estados Unidos | Nova Iorque                 | 321,8                 | [ 48 ]         |
| Parque eólico Meadow Lake                     | Estados Unidos | Indiana                     | 801                   | [ 49 ]         |
| Parque eólico Mesquite Star                   | Estados Unidos | Texas                       | 419                   | [ 50 ] [ 15 ]  |
| Parque eólico Milford Wind Corridor Project   | Estados Unidos | Utah                        | 306                   | [ 51 ]         |
| Parque eólico Mount Storm                     | Estados Unidos | Virgínia Ocidental          | 264                   | [ 52 ]         |
| Parque eólico Muppandal                       | Índia          | Tamil Nadu                  | 1.500                 | [ 53 ]         |
| Parque eólico Palo Alto                       | Estados Unidos | Iowa                        | 250                   | [ 54 ] [ 15 ]  |
| Parque eólico Panther Creek                   | Estados Unidos | Texas                       | 458                   | [ 11 ]         |
| Parque eólico Papalote Creek                  | Estados Unidos | Texas                       | 380                   | [ 55 ]         |
| Parque eólico Peetz                           | Estados Unidos | Colorado                    | 430                   | [ 2 ]          |
| Peñascal Wind Power Project                   | Estados Unidos | Texas                       | 605,2                 | [ 56 ]         |
| Parque eólico Pioneer Prairie                 | Estados Unidos | Iowa                        | 300,3                 | [ 17 ]         |
| Parque eólico Qiji                            | China          | Qinghai                     | 1.300                 | [ 57 ]         |
| Parque eólico Rolling Hills                   | Estados Unidos | Iowa                        | 443,9                 | [ 58 ]         |
| Parque eólico Roscoe                          | Estados Unidos | Texas                       | 781,5                 | [ 59 ]         |
| Rush Creek Wind Project                       | Estados Unidos | Colorado                    | 600                   | [ 60 ]         |
| Parque eólico Sapphire                        | Austrália      | Nova Gales do Sul           | 270                   | [ 62 ]         |
| Parque eólico San Gorgonio Pass               | Estados Unidos | Califórnia                  | 615                   | vários parques |
| Parque eólico Shepherds Flat                  | Estados Unidos | Oregon                      | 845                   | [ 63 ]         |
| Parque eólico Sherbino                        | Estados Unidos | Texas                       | 300                   | [ 64 ]         |
| Parque eólico Shiloh                          | Estados Unidos | California                  | 300                   | [ 65 ] [ 66 ]  |
| Parque eólico Siping Wind                     | China          | Siping                      | 348                   | [ 19 ]         |
| Parque eólico Smoky Hills                     | Estados Unidos | Kansas                      | 250                   | [ 67 ]         |
| Parque eólico Snowtown                        | Austrália      | Sul da Austrália            | 370                   | [ 68 ]         |
| Parque eólico Stateline                       | Estados Unidos | Oregon & Washington         | 300                   | [ 69 ]         |
| Parque eólico Story County                    | Estados Unidos | Iowa                        | 300                   | [ 70 ]         |
| Parque eólico Streator Cayuga Ridge South     | Estados Unidos | Illinois                    | 300                   | [ 71 ]         |
| Parque eólico Sweetwater                      | Estados Unidos | Texas                       | 585,3                 | [ 2 ]          |
| Parque eólico Tarfaya                         | Maroccos       | Akhfenir                    | 301                   | [ 72 ]         |
| Parque eólico Tehachapi Pass                  | Estados Unidos | California                  | 705                   | vários parques |
| Parque eólico Tongliao Beiqinghe              | China          | Mongólia interior           | 300                   | [ 73 ] [ 74 ]  |
| Parque eólico Tongyu                          | China          | Jilin                       | 300                   | [ 28 ]         |
| Traverse Wind Project                         | Estados Unidos | Oklahoma                    | 998                   | [ 75 ]         |
| Triple H Wind Farm                            | Estados Unidos | South Dakota                | 250                   | [ 76 ] [ 15 ]  |
| Parque eólico Twin Groves                     | Estados Unidos | Illinois                    | 396                   | [ 77 ]         |
| Western Spirit Wind                           | Estados Unidos | New Mexico                  | 1050                  | [ 78 ]         |
| Parque eólico Whitelee                        | Reino Unido    | East Renfrewshire, Scotland | 539                   | [ 79 ]         |
| Windy Point/Windy Flats                       | Estados Unidos | Washington                  | 400                   | [ 80 ]         |
| Parque eólico Wulanchabu Hongji               | China          | Mongólia interior           | 296,5                 | [ 81 ]         |
| Parque eólico Xiangyang                       | China          | Jilin                       | 400,5                 | [ 28 ] [ 82 ]  |
| Parque eólico Zafarana                        | Egito          |                             | 545                   | [ 83 ]         |
| Parque eólico Zhangdong                       | China          |                             | 300                   | [ 28 ]         |

## Grandes parques eólicos propostos

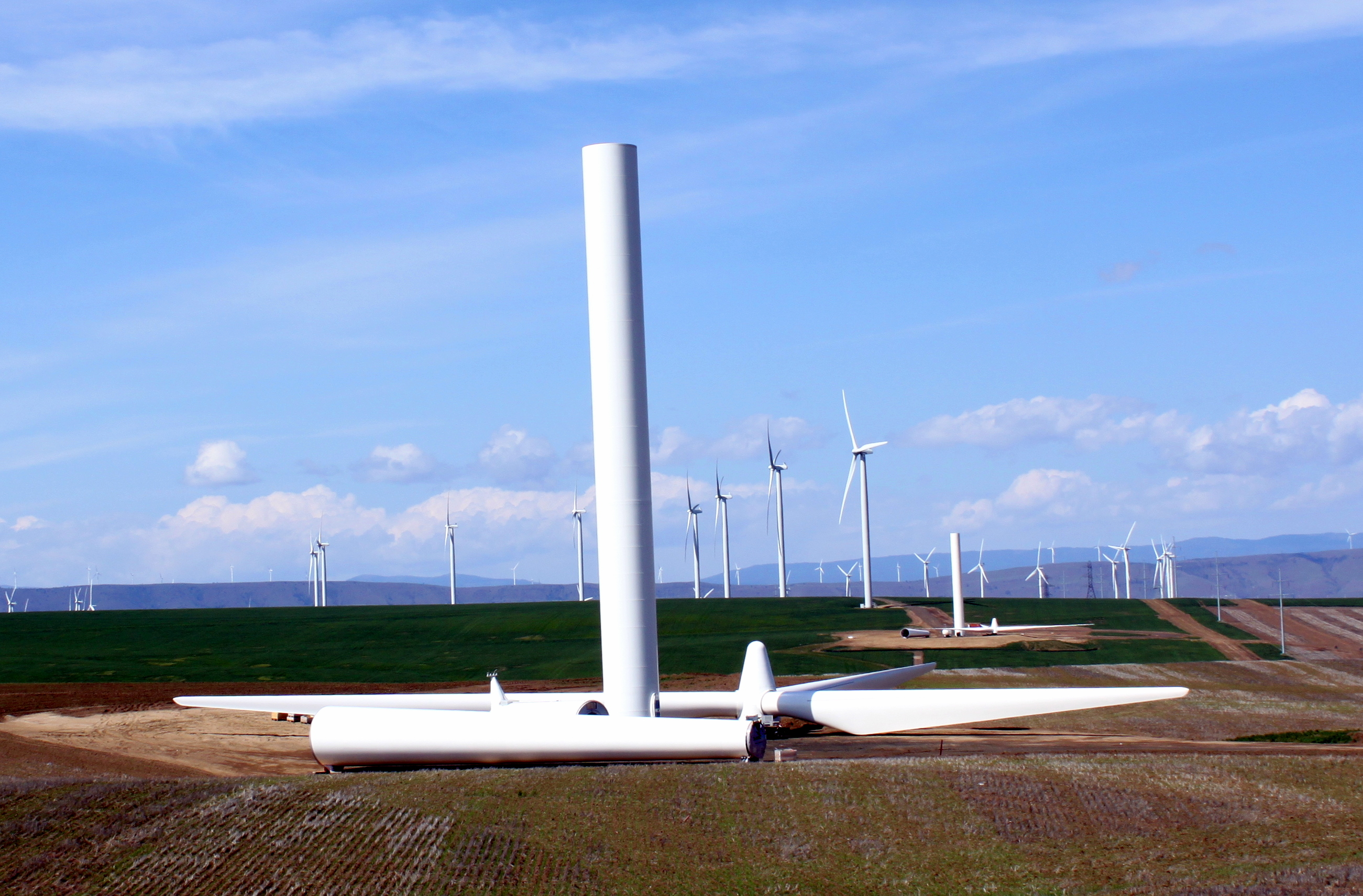
Parte do Biglow Canyon Wind Farm, com uma turbina em construção

A tabela a seguir lista alguns dos maiores parques eólicos terrestres propostos, por capacidade nominal.

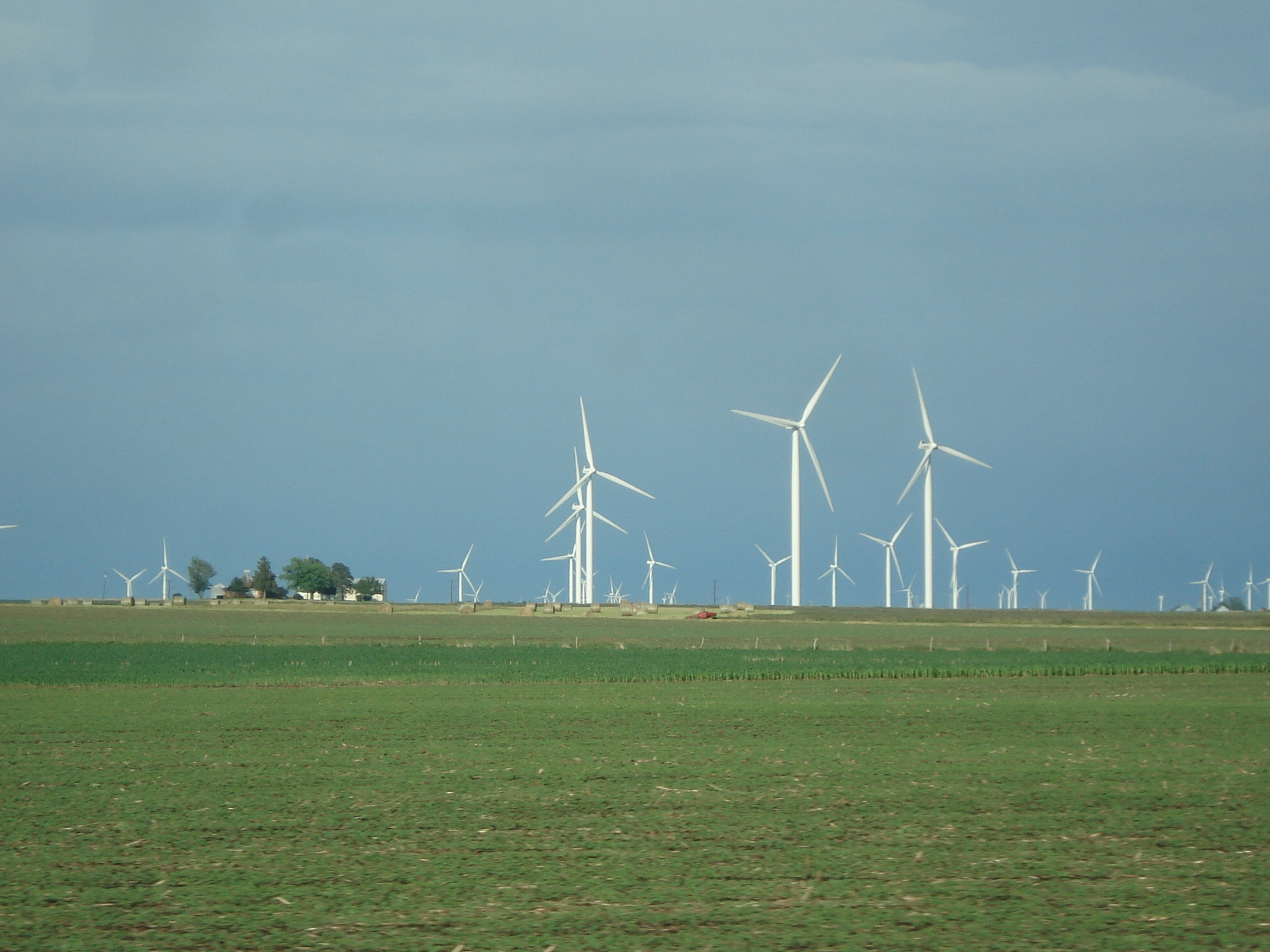
Parque Eólico Twin Groves da Rota 21 do Condado de McLean

| Parque eólico                        | País           | Estado/província    | Coordenadas | Capacidade ( MW ) | Referências   |
| ------------------------------------ | -------------- | ------------------- | ----------- | ----------------- | ------------- |
| Centro Asiático de Energia Renovável | Austrália      | Austrália Ocidental |             | 7500              | [ 84 ]        |
| Vento Aviador                        | Estados Unidos | Texas               |             | 525               | [ 85 ]        |
| Parque Eólico Castle Hill            | Nova Zelândia  | Ilha Norte          |             | 860               | [ 86 ]        |
| Chokecherry e Sierra Madre Wind      | Estados Unidos | Wyoming             |             | 1500              | [ 85 ]        |
| Projetos Eólicos Corona              | Estados Unidos | Novo México         |             | 2200              | [ 87 ]        |
| vento da floresta                    | Austrália      | Queensland          |             | 1200              | [ 88 ] [ 89 ] |
| Parque Eólico Golden Plains          | Austrália      | vitoria             |             | 800               | [ 90 ]        |
| Híbrido Haymaker                     | Estados Unidos | Montana             |             | 600               | [ 85 ]        |
| Loa Parque Eólico                    | Chile          | Antofagasta         |             | 528               | [ 91 ]        |
| Vento de Maverick Creek              | Estados Unidos | Texas               |             | 524               | [ 85 ]        |
| Vento de Sagamore                    | Estados Unidos | Novo México         |             | 522               | [ 85 ]        |
| Complexo eólico Oitis                | Brasil         | Piauí/Bahia         |             | 566,5             | [ 92 ]        |